# Elston, Lancashire
Elston är en by i civil parish Grimsargh, i distriktet Preston, i grevskapet Lancashire, i England. Byn är belägen 7 km från Preston. Elston var en civil parish från 1866 till 1934 då den blev en del av Grimsargh. Civil parish hade 51 invånare år 1931.